# Martha Needle
Martha Needle (Morgan, 9 aprile 1863 – Melbourne, 22 ottobre 1894) è stata una serial killer australiana.
È nota per aver avvelenato il marito, i tre figli e il futuro cognato. Fu impiccata il 22 ottobre 1894. Martha fu condannata per l'omicidio di Louis Juncken, il 15 maggio 1894. Nonostante avesse ottenuto molto denaro dalle assicurazioni, il movente esatto che la portò ad uccidere la sua famiglia non è mai stato determinato. Si proclamò innocente in varie occasioni, ma fu alla fine impiccata. Fu soprannominata "la vedova nera di Richmond".

## Infanzia
Martha nacque a Morgan, nell'Australia Meridionale nel 1863. Donna attraente di indole gentile, crebbe in un ambiente familiare violento e aggressivo, e iniziò a mostrare segni di instabilità mentale sin dalla giovane età. A 17 anni sposò Henry Needle a North Adelaide e nel 1882 ebbe una figlia, Mabel, seguita da Elsie nel 1883 e da May nel settembre 1886.  La famiglia si spostò quindi nel sobborgo di Melbourne Richmond nel 1885.

## Gli omicidi
Il 23 febbraio 1885, la piccola Mabel Needle morì dopo una breve malattia. Martha disse che "sembrava stesse svanendo". Martha ottenne in seguito 100 dollari (circa 40.000 dollari del 2010) come risarcimento per la morte di Mabel. Henry, che era assicurato per 200 dollari australiani, morì per una malattia sconosciuta il 4 ottobre 1889, seguito da Elsie nel 1890 e da May più tardi lo stesso anno. I medici erano confusi. Martha spese tutto il ricavato dei risarcimenti per una raffinata tomba di famiglia che visitava regolarmente.
Louis Juncken, un amico di Adelaide, gestiva una selleria con il fratello Otto al 137 di Bridge Road, a Richmond e nel 1891 Martha subaffittò l'appartamento vicino. Martha iniziò una relazione con Otto nel 1893 ma Louis e l'altro fratello Herman non erano d'accordo e provarono ad ostacolare la loro relazione. L'anno successivo Louis si ammalò e morì apparentemente per febbre tifoide. Nel giugno 1894 Herman viaggiò a Melbourne da Adelaide per gestire gli ultimi affari del fratello, pranzò a casa di Martha e si ammalò quasi subito. Si riprese ma si ammalò nuovamente il mattino successivo dopo aver fatto colazione. Due giorni dopo Herman si riprese completamente ma mentre faceva colazione, preparata da Martha, fu colpito da violenti crampi. Il Doctor Boyd curò Herman per sospetto avvelenamento e inviò un campione del suo vomito ai laboratori del governo per delle analisi. Gli analisti riportarono che il campione conteneva arsenico.

## Arresto, processo e condanna
Il Dottor Boyd informò la polizia dei suoi sospetti e fu preparata una trappola, la polizia disse a Herman di chiedere a Martha di preparargli il pranzo. Dopo essersi fatto portare una tazza di tè Herman letteralmente "usò un fischietto", chiamò la polizia che arrivò mentre Martha stava lottando con Herman per rovesciare la tazza, che si scoprì contenere sufficiente arsenico da uccidere cinque persone.
Martha fu accusata di tentato omicidio. Il corpo di Louis Juncken, sepolto a Lyndoch, nell'Australia Meridionale fu riesumato e dei campioni mandati a Melbourne. Furono riesumati anche i corpi di Henry Needle e delle tre ragazze, seppellite a Kew. Tutti e cinque i corpi contenevano arsenico e Martha fu accusata anche dell'omicidio di Louis Juncken. Il processo durò tre giorni, Martha si dichiarò non colpevole ma fu giudicata colpevole e condannata a morte.
Fu giustiziata alle 8 del 22 ottobre 1894. Quando le chiesero quali furono le sue ultime parole, rispose "Non ho nulla da dire".
Durante la grande depressione il consiglio comunale di Brighton  costruì dei muri di basalto per proteggere le spiagge locali dall'erosione. Le pietre erano state prese dalle mura esterne della vecchia prigione di Melbourne ed avevano le lapidi, con le iniziali e la data dell'esecuzione, di tutti quelli giustiziati e sepolti nel cimitero della prigione. Nonostante molte pietre affacciavano verso l'interno, la pietra di Martha è girata verso l'esterno, con le iniziali MN e la data dell'esecuzione ancora chiaramente visibili.
Martha fu la terza di quattro donne impiccate nella vecchia prigione di Melbourne, dove è possibile vedere la sua maschera mortuaria. Le altre furono Elizabeth Scott, giustiziata nel 1863, Frances Knorr, giustiziata nel 1894, ed Emma Williams, giustiziata nel 1895.

## Condanna a morte del nipote
Il 15 luglio 1920, Alexander Newland Lee, figlio della sorella maggiore di Martha Ellen, fu impiccato nel carcere di Adelaide Gaol per l'omicidio della moglie Muriel. Muriel era stata avvelenata con la stricnina.